# Keep Me Crazy
Keep Me Crazy è un singolo del gruppo musicale australiano Sheppard, pubblicato il 10 marzo 2017 come secondo estratto dal secondo album in studio Watching the Sky.

## Successo commerciale
Il singolo ha avuto grande successo in Oceania.